# テジュ・ジャグア
テジュ・ジャグア (Teju Jagua) とはおもにパラグアイおよびウルグアイの大部分、またアルゼンチンおよびブラジルの一部地域に住む先住民族グアラニー族の民話に出る竜、もしくは怪物のことである。
邪神タウ (Tau) と眠りの神ケラナ (Keraná) との間に設けられた七つ子のうちの長男である。七つ頭のとかげのような竜で頭部は犬のような姿を取る。テジュ・ジャグアは口ではなく目から火を吹くという。夜には人も襲う。さらに果物と果樹を守るともされる。